# Назранівське повстання
Назранівське повстання (заворушення) сталося в Інгушетії у травні-червні 1858 року. Приводом для повстання послужила політика царської влади щодо насильницького укрупнення населених пунктів, позбавлення горян права носити холодну зброю тощо. Повстання було придушене, а керівників страчено або заслано на каторгу до Сибіру.

## Історія
Колоніальна політика царської влади викликала невдоволення на місцях. Населенню стало відомо про плани царизму щодо насильницького злиття малих населених пунктів у великі, заборону на носіння холодної зброї для місцевого населення та низку інших заборон і обмежень.
|                                                                 | Найголовніша причина Назрановського повстання полягала в неможливості мати за жителями належний нагляд за умови розсіяного поселення окремими хуторами, а тому я визнав за необхідне поселити їх великими аулами на обраних нами місцях... Водночас, абсолютно незалежно від цього, заснований у Владикавказі Комітет для розбору особистих і поземельних прав тубільців зажадав від назранівських депутатів відомостей про чисельність народонаселення. Зіткненням цих двох обставин скористалися противники громадського порядку і обурили народ. |
| — Головнокомандувач Кавказької армії генерал О. І. Барятинський | |

У травні 1858 року невдоволення населення вилилося у відкритий озброєний виступ, який очолили юнкер Чандир Арчаков, прапороносець Магомет Мазуров (Султигов) та Джагостуко Бехоєв. Повсталі, чисельність яких становила 5 тисяч осіб, зробили спробу штурму Назранівської фортеці, яка, однак, виявилася невдалою.
Як відповідь з Владикавказу були висунуті великі військові з'єднання, якими керував виконувач обов'язків начальника штабу військ лівого крила Кавказької лінії полковник Зотов. Війська прибули до Назрані 24 травня. Зотов наказав місцевим старшинам заспокоїти народ, проте старшини не контролювали ситуацію.
25 травня повсталими до Зотова було направлено делегацію у складі 16 осіб. Зотов захопив чотирьох осіб із їхнього числа як заручників і зажадав припинити заворушення. Дізнавшись про захоплення парламентарів, пПовсталі кинулися на штурм фортеці, але зазнали великих втрат і змушені були відступити.
У червні-липні 1858 року на допомогу повсталим двічі намагався прорватися Шаміль, але йому це не вдалося. Керівники повстання Чандир Арчаков, Магомед Мазуров, Джогаст Бехоєв, мулли Башир Ашієв (кумик) та Урусбі Мугаєв були засуджені до повішення. Бехоєву вдалося втекти, четверо інших були повішені 25 червня 1858 року. 32 особи було засуджено до 1000 ударів шпіцрутенами кожен, 30 — до каторжних робіт, п'ять — до безстрокових робіт на копальнях, 25 — до роботи на заводах протягом 8 років.
Хоча повстання завершилося трагічно для повсталих, воно врятувало їх від більш тяжких подій. Саме тоді у владних структурах обговорювався проект «Про збільшення російського населення Кавказі з переселенням звідти на Дон горян». Після повстання керівництвом Росії було зроблено висновок:
|  | Якщо тільки пропозиція мирним назрановцям зосередитися у великі аули, на займаній ними ділянці землі послужила приводом для повстання, то пропозиція горянам, які мають виявити покірність, залишити їхню батьківщину і йти на Дон послужить приводом для запеклої війни, а, отже, призведе до винищення, а не покірності горян. |